# Plateau cyclique (hélicoptère)
Pour le dispositif en général, voir Plateau cyclique.

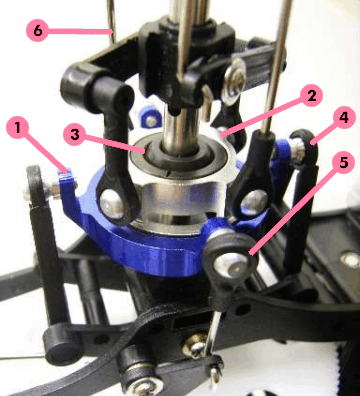
Vue plongeante d'un plateau cyclique simple de modèle réduit :
1 couronne fixe (bleu)
2 couronne mobile (argent)
3 roulement
4 tige de commande (tangage)
5 tige de commande (roulis)
6 biellette de pas (vers la pale)

Principe d'oscillation des pales par rapport au rotor

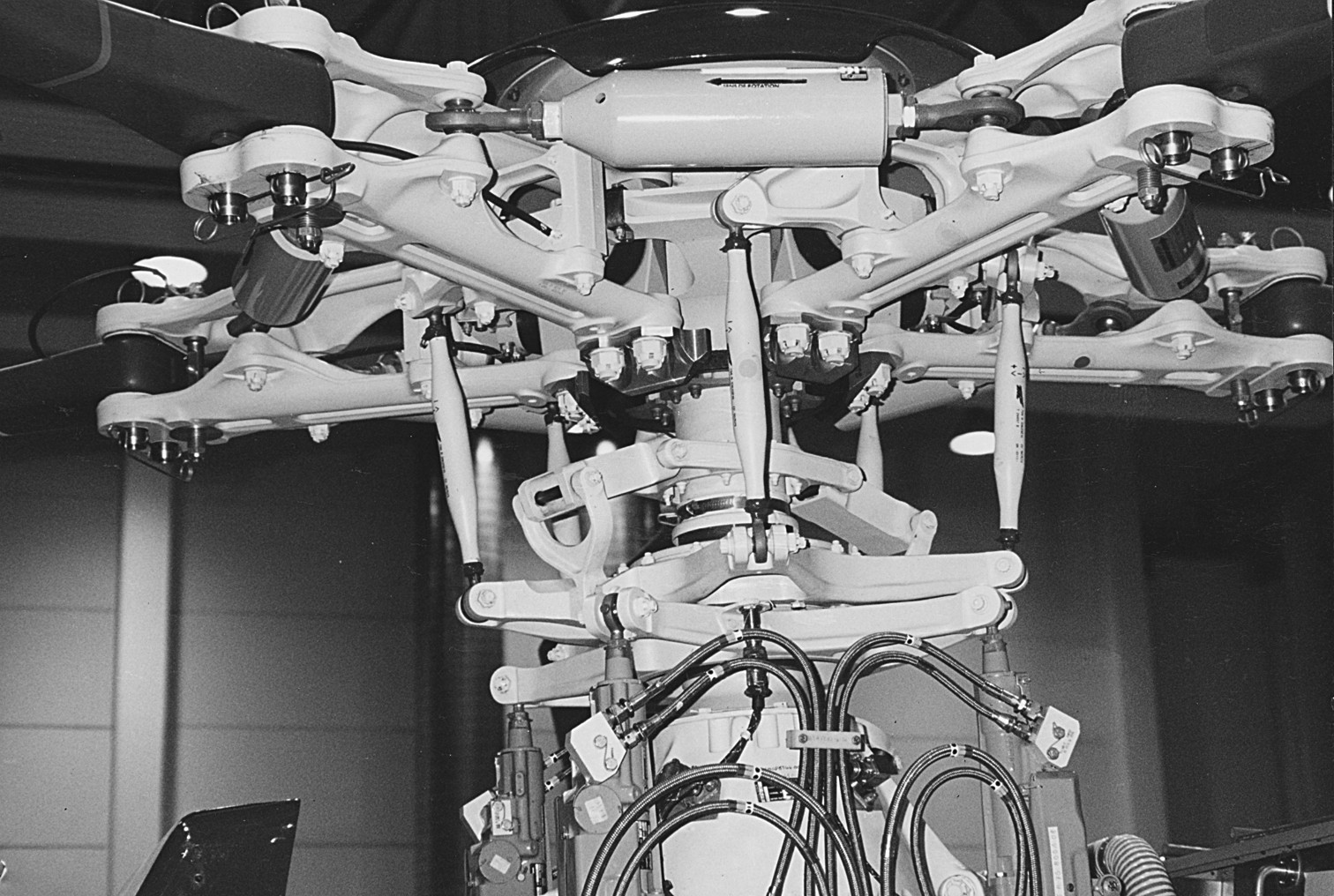
Moyeu de rotor principal de l'EC155 d'Eurocopter

Le plateau cyclique est l'élément essentiel permettant de piloter un hélicoptère. Il permet de transmettre aux pales du rotor principal les ordres de pilotage (sollicitations) donnés par le pilote au moyen des leviers de commande (collectif et cyclique) ou par le pilote automatique qui agit directement au niveau de la timonerie et des vérins ou servocommandes.

## Principe
La difficulté de cette transmission vient du fait que le mouvement doit passer d'un système inférieur « immobile » (la cellule de l'hélicoptère) à un système supérieur en rotation (le rotor principal).
Pour ce faire, les deux systèmes ne sont en contact l'un avec l'autre qu'au niveau des plateaux cycliques dont un des plateaux est solidaire de la cellule et l'autre des éléments dits « dynamiques ».
L'ensemble « plateau » est composé de deux demi plateaux superposés coulissant et rotulant autour de l'axe du mât du rotor principal, lequel est entraîné en rotation par le ou les moteurs au travers de la boîte de transmission principale, et se termine par un moyeu sur lequel sont fixées les pales.
Sur le demi plateau supérieur (mobile) sont fixées des biellettes de pas dont chacune est reliée à une pale pour faire varier son angle d'incidence (voir aussi hélice) en fonction des commandes cycliques, et des compas mobiles (ils entrainent le plateau en rotation car ils sont fixés sur le moyeu rotor). Sur le demi plateau inférieur sont fixées les servocommandes et un compas « fixe » (empêchant la rotation autour de l'axe rotor). Ce plateau est articulé sur l'axe rotor grâce à une rotule à palier autorisant le rotulage et le déplacement des plateaux par rapport à l'axe rotor
Un déplacement vertical de l'ensemble plateaux fera changer l'angle d'incidence de toutes les pales en même temps et d'une même valeur. Ce mouvement est commandé par le levier dit « pas collectif » actionné par la main gauche du pilote et est destiné à faire monter ou descendre l'appareil.
Si l'on fait basculer le plateau vers un côté, on augmente l'angle d'incidence des pales du côté qui doit monter et inversement, on réduit celui des pales situées du côté qui doit s'abaisser. Lorsque l'angle d'incidence d'une pale augmente et que celui de la pale opposée diminue, la portance augmente d'un côté et diminue de l'autre. Ceci a pour effet de faire basculer le plan décrit par la rotation des pales (appelé le « disque rotor ») et de basculer la composante de la force de sustentation globale qui tend alors à « tirer » l'appareil. Ce moyen permet de diriger un hélicoptère comme avec un « manche à balai » (tirer vers soi pour monter, pousser pour descendre, etc.) avec cette particularité qu'on peut imprimer à l'hélicoptère un mouvement de translation dans n'importe quelle direction. La vitesse sera cependant plus faible dans les autres directions que vers l'avant pour de nombreuses raisons : interaction du souffle du rotor principal avec celui du rotor anti-couple, besoin limité aux manœuvres en espace réduit (voir vol stationnaire), aérodynamique de la cellule (emports externes), visibilité, etc.
Ces mouvements sont engendrés à l'aide du levier de commande dit « cyclique » que le pilote actionne avec sa main droite.
À cause de l'effet gyroscopique, il faut que la pale ait l'incidence requise 90° avant le point d'application de la réaction souhaitée (incidence max dans l'azimut gauche pour que la réaction se fasse sur l'azimut avant)
Les commandes de vol cyclique et collectif sont indépendantes l'une de l'autre mais elles doivent pouvoir agir ensemble sur la voilure. Pour cela, les bielles des chaînes des commandes de vol sont réunies au niveau du combinateur qui permet de superposer les corrections cyclique et collectif, afin d'attaquer les trois servocommandes principales. Il y a toujours trois servocommandes pour orienter le plateau cyclique : en effet, il faut considérer que pour orienter un plan, il faut trois points d'appui (système statique en mécanique). Remarque : les servocommandes peuvent être placées à 120° les unes des autres (cas des hélicos lourds, afin de répartir les contraintes mécaniques appliquées sur le plateau cyclique) ou 90° dans le cas des hélicos légers. Le placement à 120° des servocommandes requiert un système particulier sur les bielles des commandes de vol cyclique, le déphaseur. Pour résumer, il permet de répartir les commandes en latéral et longitudinal sur trois bielles de sorties correspondantes aux bielles d'attaques des servocommandes principales.

## Historique
Le principe du plateau cyclique est inventé par le Russe Boris Yuriev (de) en 1911. Plus tard, les hélicoptères Pescara à deux rotors coaxiaux (1919-1931) auront un système précurseur de plateaux cycliques, commandés par un manche à balai muni d'un volant.
Le 18 juin 1926, l’ingénieur français Étienne Œhmichen dépose un brevet de plateau cyclique en France et le 12 août 1929 aux États-Unis.
Le plateau cyclique tel qu'on l'utilise aujourd'hui fut mis au point par la société allemande Focke-Achgelis  pendant la Seconde Guerre mondiale sur le Focke-Achgelis Fa 223 Drachen.

## Animations

Le plateau est horizontal en position initiale.
Le plateau a été remonté par la commande du pas collectif, qui a commandé de la même façon les quatre tiges de commande. L'angle d'incidence des pales est augmenté, ce qui influe sur la portance et permet à l'hélicoptère de monter ou descendre.
Le plateau a été incliné par la commande du pas cyclique, qui a commandé différemment chaque tige de commande. L'angle d'incidence de chaque pale dépend de sa position dans la rotation. La portance sera donc moins importante du côté ou le plateau est penché, ce qui permettra à l'hélicoptère d'avancer, de reculer, ou de se déplacer latéralement.